# Rio Drôme
O rio Drôme ou, na sua forma portuguesa, Droma (em occitano:  Droma) é um rio do sudeste de França, dos Alpes do Sul, afluente pela margem esquerda do rio Ródano. O rio dá o nome ao departamento de Drôme. É um dos raros rios europeus com o seu comprimento que não tem barragens.
Nasce nas vertentes ocidentais dos Pré-Alpes, perto de Valdrôme. A sua confluênbcia com o Ródano dá-se perto de Loriol-sur-Drôme, entre Valence e Montélimar. 
Ao longo do seu percurso passa pelos seguintes departamentos e comunas:
- Departamento de Drôme: Valdrôme, Luc-en-Diois, Die, Saillans, Allex, Crest, Loriol-sur-Drôme, Livron-sur-Drôme
- Departamento de Ardèche: Le Pouzin

## Ligações externas

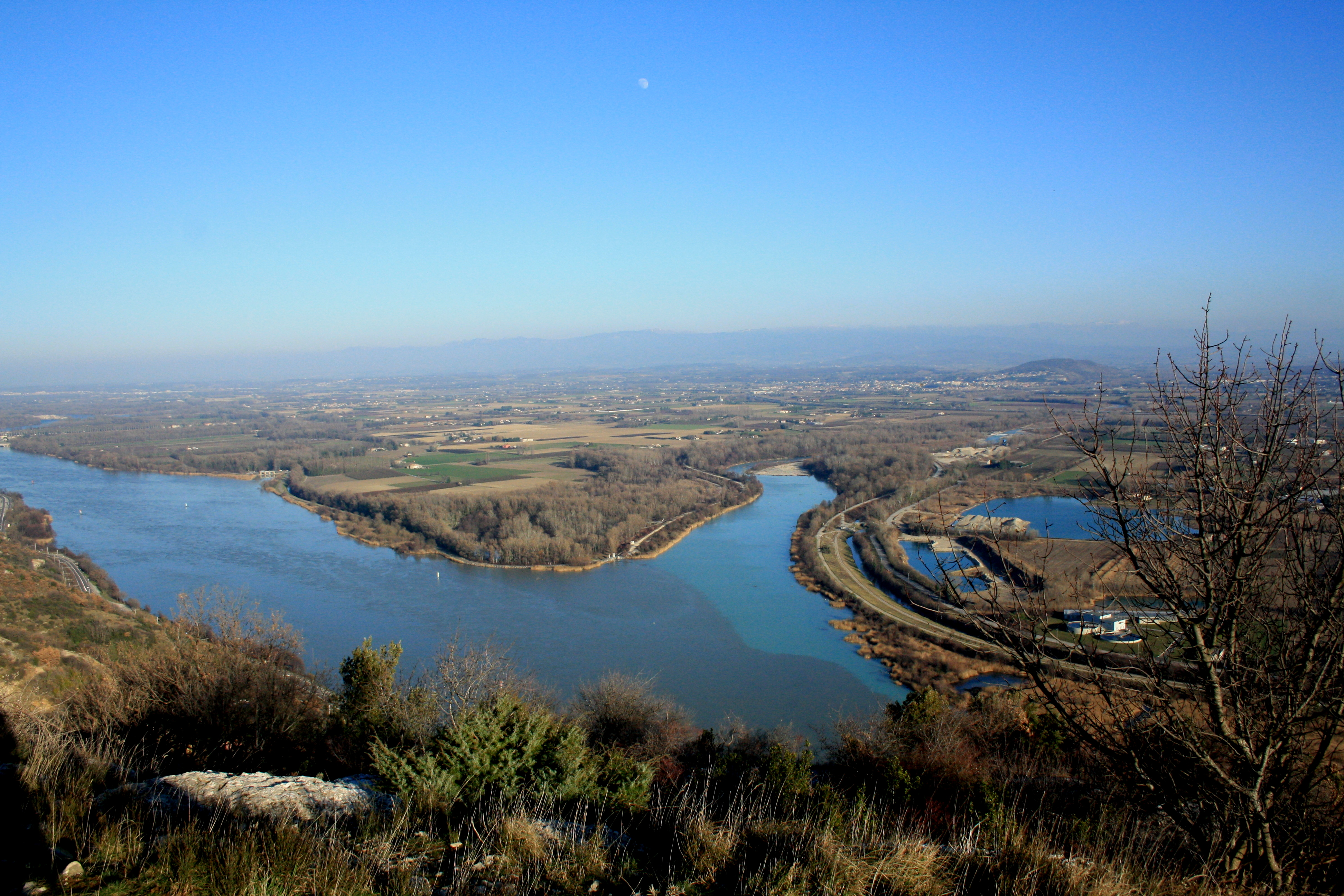
A confluência do Drôme e do Ródano vista dos montes em Pouzin, Ardèche